# LHS 2090
LHS 2090是一顆位於巨蟹座光譜類型為M6.5V的紅矮星，距離地球20.7光年。
2001年，這顆恆星在距太陽6 秒差距處被確定為紅矮星。作為非常冷的紅矮星的典型特徵，其光譜主要由分子吸水。金屬量與太陽相似。
2018年，徑向速度測量法沒有檢測到LHS 2090周圍軌道上存在恆星伴星或巨行星。